# فايت مكمولين
فايت مكمولين هو سياسي أمريكي، ولد في 18 مايو 1805 في غيت سيتي في الولايات المتحدة، وتوفي في 8 نوفمبر 1880 في ويثفيل في الولايات المتحدة. نشط حزبياً في الحزب الديمقراطي.

## مناصب
- انتخب Governor of the Territory of Washington ‏ (10 سبتمبر 1857 – يوليو 1858).
- انتخب عضو مجلس نواب الولايات المتحدة عن ولاية فرجينيا ‏.
- انتخب عضو مجلس ولاية فرجينيا  [لغات أخرى]‏.
- انتخب عضو مجلس النواب الأمريكي [الإنجليزية]‏.